# Gianluca Pacchiarotti
Gianluca Pacchiarotti (Roma, 30 agosto 1963) è un allenatore di calcio ed ex calciatore italiano, di ruolo portiere.

## Carriera
Detiene il record di più giovane portiere esordiente in Serie A: scese in campo con la maglia del Pescara il 9 marzo 1980, all'età di 16 anni e 192 giorni nella gara Perugia-Pescara. 
Nel settembre del 1984, durante l'incontro Pescara-Napoli di Coppa Italia, ha subito un gol da Diego Armando Maradona, il primo  su azione segnato dal campione argentino in Italia.
Ha militato coi biancazzurri abruzzesi fino al 1985 (1 presenza in A, 9 in B e 2 in C1), per proseguire la carriera nella Casertana (C1) sino al 30 giugno 1986, con l'eccezione di una stagione nella Bundesliga nelle file dello Schalke 04. Dal febbraio 1988, ha proseguito la carriera nelle serie minori giocando fino a 40 anni.
È stato più volte nazionale giovanile nell'Italia Under-16, Juniores, Under-21 Serie B e Nazionale militare (stagione 1985-1986).
Cessata l'attività agonistica, ha intrapreso quella di preparatore dei portieri in formazioni abruzzesi delle serie minori. Ha conseguito il patentino federale di allenatore di terza categoria (poi UEFA B) nel 1994. Nel 2010 ha conseguito il patentino FIGC di allenatore professionista dei portieri.